# 이슬람 공포증

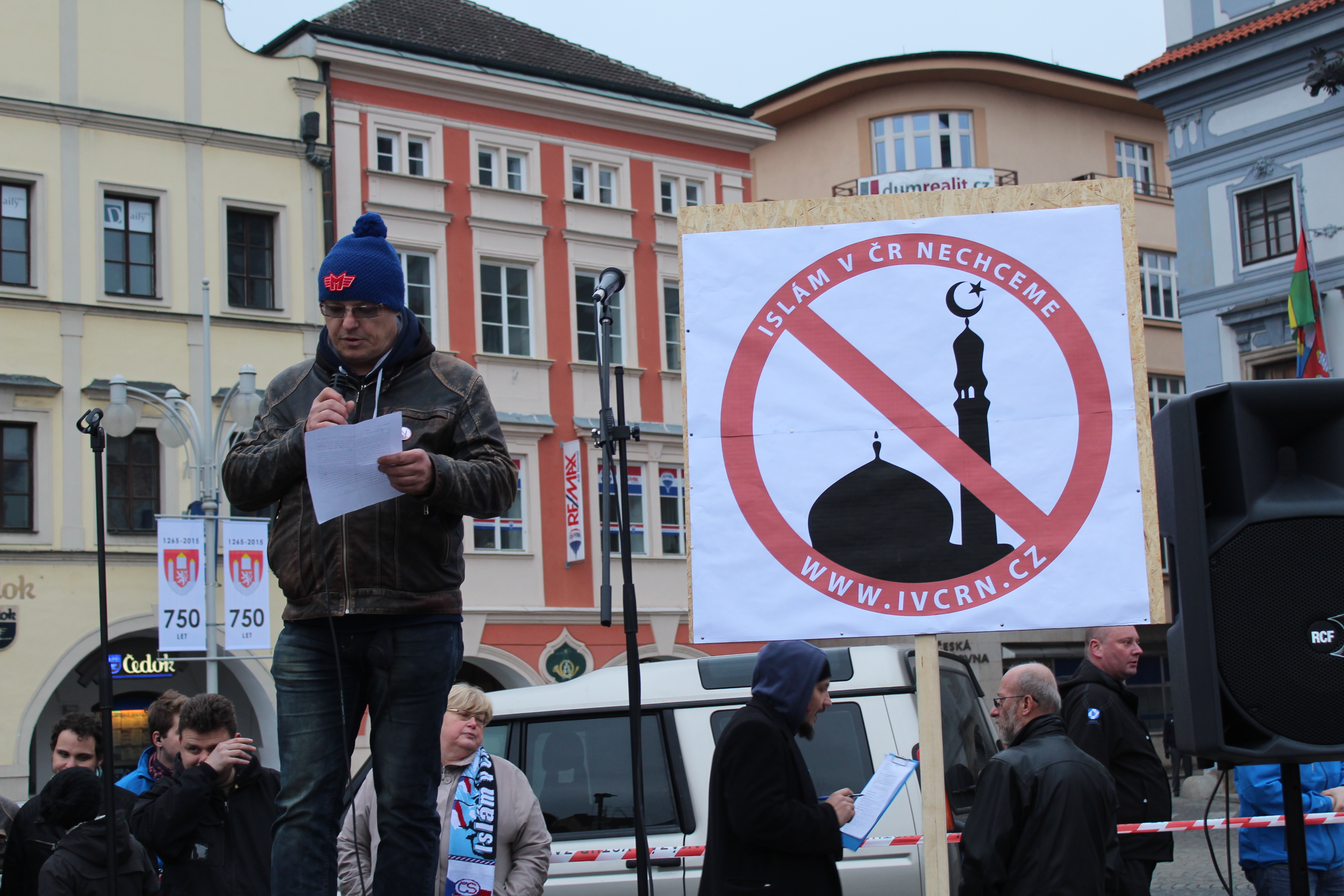

이슬람 공포증(Islamophobia, 이슬라모포비아)은 이슬람과 무슬림에 대해 극도의 공포와 증오감을 느끼는 것을 말한다. 이 말은 1980년대 후반에 등장했지만, 이슬람 공포증이라는 단어는 20세기 초에 처음으로 쓰였으나, 본격적으로 나타난 것은 1970년대이다. 1980년대와 1990년대를 거쳐 점점 널리 쓰이게 됐다.
이슬람 공포증의 특성과 원인에 대한 논쟁은 여전히 뜨겁다. 몇몇 평론가들은 2001년 9·11 테러가 발생한 이후 이슬람 공포증이 확산되었다고 주장한다.
UN은 2015년 4월 관용 및 화해 촉진을 위한 고위 주제 토론에서 이슬람 공포증을 불관용의 징후 중 하나로 지적하며 규탄했다.

## 한국에서의 이슬람 공포증
제주 난민 사태로 한국에서의 이슬람 공포증이 표면화되었다는 견해가 있다.

## 같이 보기
- 소수자 스트레스
- 토착주의
- 종교 박해
- 종교적 폭력
- 종교전쟁